# Face à ma mort
Pour plus de détails, voir Fiche technique et Distribution.
Face à ma mort (Death of Me) est un film d'horreur américain réalisé par Darren Lynn Bousman et sorti en 2020.

## Synopsis
Neil et Christine, un couple en vacances sur une île au large de la côte thaïlandaise, se réveille le lendemain d'une soirée très arrosée avec une gueule de bois mais sans aucun souvenir. En visionnant  les images qu'ils ont filmées avec leur appareil photo numérique, ils sont horrifiés de voir qu'ils ont participé à un rituel qui prend fin avec la mort de Christine tuée par son mari... alors que cette dernière est bien vivante ...Ils tentent de comprendre les évènements mystérieux de cette nuit, piégés entre meurtre et magie noire, 24h00 avant l'arrivée de la prochaine navette et un typhon qui s'approche dangereusement de l'île...

## Fiche technique
- Titre original : Death of Me
- Titre français : Face à ma mort
- Réalisation : Darren Lynn Bousman
- Musique : Mark Sayfritz
- Pays :  États-Unis
- Langue : anglais
- Genre : Thriller / Horreur
- Durée : 94 minutes
- Date de sortie : 
  - États-Unis : 2 octobre 2020[1]

## Distribution
- Maggie Q (VF : Isabelle Roger) : Christine Oliver
- Luke Hemsworth (VF : Adrien Caminada) : Neil Oliver
- Alex Essoe (VF : Mouna Belgrini) : Samantha
- Ingkarat (Kat) Jaraswongkosol : Madee
- Kelly Bronwen Jones : Kanda, la tatoueuse